# Enirisorse
L'Enirisorse venne costituita il 10 agosto 1994 dall'Eni con l'obiettivo di entrare anche nel settore della siderurgia.

## Storia
Con Francesco Coffrini alla presidenza, la società divenne sin dai primi anni lavoratrice di acciaio. A partire dagli anni 2000 la società produce diversi tipi di prodotti metallici, utilizzando rame, alluminio e altri materiali; è ad oggi una delle principali aziende del gruppo Eni.